# Iglesia de Santiago (Baza)
La iglesia de Santiago, situada en la ciudad española de Baza, provincia de Granada, fue construida sobre la antigua mezquita del arrabal de Marzuela en los inicios del siglo XVI y sometida a importantes reformas en el siglo XVII.
Este templo es considerado como uno de los mejores ejemplos de iglesia mudéjar de toda la provincia granadina. Consta de tres naves y coro alto a los pies. La nave central se cubre con una magnífica armadura mudéjar mientras que las laterales lo hacen mediante bóvedas de crucería y yesería.
Su capilla mayor se separa de la nave central mediante un arco toral apuntado sobre pilastras góticas de sillería, destacando sobremanera en ella su cubierta solucionada por una impresionante armadura mudéjar octogonal de lazo profusamente decorada, con angelotes tallados y policromía de "candelieri", apoyada sobre pechinas aveneradas.